# جون جي. باكلي
جون جي. باكلي هو سياسي أمريكي، ولد في 1929 في بيلمونت (ماساتشوستس) في الولايات المتحدة، وتوفي في 20 مارس 1994. نشط حزبياً في الحزب الجمهوري.